# I Have Forgiven Jesus
«I Have Forgiven Jesus» («Я простил Иисуса») — песня Моррисси с его альбома 2004 года You Are the Quarry. Она была выпущена в декабре 2004 года как четвёртый сингл с альбома.
Сингл достиг 10 места в английском чарте и продержался 5 недель. Песня не транслировалась на Radio 1 и Radio 2. Тем не менее, с момента выпуска она побывала в плей-листе XFM и стала синглом недели на HMV. Когда она достигла десятого места в чарте синглов Великобритании на рождественской неделе, то стала четвёртым хитом Morrissey попавшим в десятку в 2004 году. Сколько же хитов было только у группы McFly.

## Список композиций

### 7" винил & CD #1
1. «I Have Forgiven Jesus»
2. «No One Can Hold A Candle To You»

### CD #2
1. «I Have Forgiven Jesus»
2. «Slum Mums»
3. «The Public Image»

| Страна | Лейбл            | Формат   | Номер по каталогу |
| ------ | ---------------- | -------- | ----------------- |
| UK     | Attack/Sanctuary | 7" винил | ATKSE011          |
| UK     | Attack/Sanctuary | CD #1    | ATKXS011          |
| UK     | Attack/Sanctuary | CD #2    | ATKXD011          |

## Музыканты
- Моррисси — вокал
- Алан Уайт — гитара
- Боз Бурер — гитара
- Гэри Дэй — бас-гитара
- Дин Баттерворт — ударные
- Роджер Мэннинг — клавишные

## Концертные выступления
Песня была исполнена Моррисси на концертах в ходе туров 2004 и 2006 годов и попала на концертный DVD Who Put the M in Manchester?.